# Awtozawod
Awtozawod (ukr. Автозавод, ros. Автозавод) – przystanek kolejowy w miejscowości Łuck, w obwodzie wołyńskim, na Ukrainie. Leży na linii Lwów – Łuck – Kiwerce.